# Martin Mongin
Martin Mongin est un romancier français né en 1979. Il est notamment connu pour son premier roman Francis Rissin (2019), paru aux éditions Tusitala, qui remporte le prix Effractions de la Société des Gens de lettres en 2020.

## Biographie
Né à Nantua dans l’Ain en 1979, Martin Mongin grandit dans un petit village dans le centre de la Bretagne. Il découvre très jeune la littérature à travers l’œuvre de J.R.R. Tolkien et de Stephen King. Il découvre par la suite les classiques, et notamment Gustave Flaubert et Emile Zola dont il dit avoir apprécié la lecture à travers les aspects fantastique et policier.
Diplômé d’un cursus de philosophie à l’Université de Rennes-I, Martin Mongin enseigne d’abord la philosophie à Rennes. Lors de ses études, il participe à la création en 1999 d'une revue littéraire intitulée Mécanique urbaine, qu’il décrit comme « un formidable terrain de jeu et d’expérimentation ».
Il est passionné par le monde souterrain et particulièrement les grottes marines bretonnes, dont il conduit un travail d’exploration et de cartographie. Son second roman, Le Chomor ; manuel des joueurs (2022), débute et s’achève dans une grotte marine.

## Essayiste
Décrit comme « passionné de politique », il a rédigé sous des noms d’emprunt plusieurs articles et essais politiques, notamment aux éditions Pontcerq dont il est l’un des fondateurs. Sous pseudonyme, il contribue à la rédaction de Tôt ou tard. Politique de l’auto-stop (2011), Quel voleur accepte qu’on le vole ?. Capitalisme et propriété privée (2012), Signes annonciateurs d’orage. Nouvelles preuves de l’existence des dieux (2014).
Il rédige en 2008 dans Le Monde diplomatique un article sur le statut des agents de sécurité et leur banalisation.
Il est l’auteur, avec Elsa Amsallem, de La Tournée idéale, publié en 2019 aux éditions Lagans. Ce texte est le récit d’un parcours dans la Drôme le long de l’itinéraire de la tournée postale du facteur Ferdinand Cheval. Il est également l’auteur de Homo Zetor. Le prophète, la grotte et les extraterrestres, publié en 2021 aux éditions ABC’éditions et Lagans, qui porte sur l’œuvre du sculpteur Jean-Marie Massou.

## Romancier
Il est l'auteur de trois oeuvres de fiction : Francis Rissin (2019), Le Chomor ; manuel des joueurs (2022), et Le Livre des Comptes (2025), parus aux éditions Tusitala. Il est également l'auteur d'une nouvelle, Le Georgi, publiée sur le site des éditions Tusitala.

### Francis Rissin(2019)
Son premier roman, Francis Rissin (2019), présente la particularité d’avoir été envoyé par la voie postale à la maison d’édition en décembre 2018. Présent sur les listes du Prix de Flore et du Prix Wepler pour la rentrée littéraire 2019, il a reçu en 2020 le Prix Effractions décerné par la Société des Gens de lettres. Selon l’auteur Gérald Aubert, « ce roman énigmatique et parfois déroutant est un vrai projet littéraire, un véritable pari d’écriture qui n’est pas sans évoquer, par endroits, Georges Perec, Umberto Eco ou Roberto Bolano. En tout cas c’est une incontestable réussite ».
Selon l’écrivain belge Bernard Quiriny, il s’agit « l’un des romans les plus étonnants de ces dernières années ». L’originalité du roman tient à sa composition en onze chapitres empruntant à des genres littéraires distincts (thriller politique, journal intime, récit hagiographique…), mais unifiés par la mention récurrente d’un personnage énigmatique : Francis Rissin. Selon l’écrivain et le journaliste Mathieu Lindon, « le lecteur n’a pas le code. Il va de mystère en mystère (…). En onze « documents » divers mais où des noms réapparaissent, se déroulent des récits à chaque fois énigmatiques et tels que l’espoir d’une résolution générale s’estompe à la longue sans que ça retire rien au caractère narratif du roman ».
Selon Martin Mongin, l’architecture de ces onze chapitres est celle d'une « pyramide ». Le mouvement des cinq premiers (1 à 5) obéit à une logique « [d’] incarnation » et permet de s’approcher progressivement du personnage de Francis Rissin, qui n’est « au départ qu’un simple nom » avant de « prendre une  consistance et une réalité tangible ». Après le sixième chapitre, véritable « chapitre-pivot », les cinq derniers chapitres (7 à 11) obéissent à une logique « [d’] évanouissement », « ce qu’on a cru saisir [du personnage de Francis Rissin] se délite progressivement ». L’intérêt d’une telle construction réside, selon l’auteur, dans la perception de la réalité « à travers des points de vue multiples ». « La réalité n’est pas un discours, un récit » affirme-t-il.

### Le Chomor; manuel des joueurs(2022)
Son second roman, paru en 2022 aux éditions Tusitala, s’intitule Le Chomor ; manuel des joueurs. Martin Mongin obtient, pour ce roman, une bourse à l’écriture du Centre national du livre. L’ouvrage reprend la structure hétérogène du premier par la succession de chapitres empruntant à des genres littéraires distincts (conte fantastique, polar, livre-jeu…), mais unifiés par la permanence d’une figure mystérieuse : le « Chomor ». Plutôt qu’une réflexion sur la figure de l’homme providentiel, l’ouvrage peut être lu comme une critique du capitalisme ou de l’usage du nucléaire. Selon l’auteur, « il y a un côté politique beaucoup plus démonstratif et assumé que dans Francis Rissin ».

### Le Livre des Comptes(2025)
Son troisième roman, paru le 15 janvier 2025 aux éditions Tusitala, s’intitule Le Livre des Comptes. 
Comme les deux ouvrages précédents, le roman se présente comme la succession d'une dizaine de chapitres de genres littéraires différents (journal intime, science-fiction, conte fantastique...) marqués par l'évocation systématique d'un livre mystérieux : le Livre des Comptes. L'intrigue a pour lieu Versailles.

## Œuvres

### Romans
- Francis Rissin, Paris, éditions Tusitala, 2019, 611 p. (ISBN 979-10-92159-17-2)
- avec Elsa Amsallem et Mathias Cabanes, Homo zetor : le prophète, la grotte et les extraterrestres, Gourdon, ABC'éditions, 2021, 121 p. (ISBN 978-2-919539-28-4)
- Le Chomor ; manuel des joueurs, Paris, éditions Tusitala, 2022, 593 p. (ISBN 979-10-92159-27-1)
- Le Livre des Comptes, Paris, éditions Tusitala, 2025, 690 p. (ISBN 979-10-92159-37-0)